# Serge Brammertz
Serge, Jean, baron Brammertz est un magistrat belge né le 17 février 1962 à Eupen.

## Biographie
Serge Brammertz est membre de la minorité de langue allemande en Belgique. Sa langue maternelle est l'allemand, et il parle couramment le français, le néerlandais et l'anglais.

### Études
Licencié en droit de l'Université catholique de Louvain en 1985, Serge Brammertz obtient en 1991 une licence à l’École de criminologie de l’université de Liège. Il travaille ensuite sur une thèse sur la coopération policière transfrontalière et est admis en 1998 au grade de docteur en droit à l'Albert Ludwigs Universität de Fribourg-en-Brisgau.

### Activités en Belgique
Dès 1985, Serge Brammertz est avocat aux barreaux de Verviers et d'Eupen. En 1989, il devient substitut du procureur du Roi, puis, en 1996, premier substitut du procureur du Roi auprès du Tribunal de première instance d’Eupen. Magistrat national en 1997, il est nommé substitut du procureur général auprès la Cour d’appel de Liège en 1999. Au mois de mai 2002, il est nommé au poste de Procureur fédéral, fonction récemment créée.
Il a occupé un poste de professeur à l'école de criminologie de la faculté de droit de l'université de Liège, en tant que titulaire du cours « La coopération policière et judiciaire dans un contexte international – instruments et enjeux ». Il a publié de nombreux ouvrages de référence qui traitent du terrorisme international, du crime organisé et de la corruption.

### Activités internationales

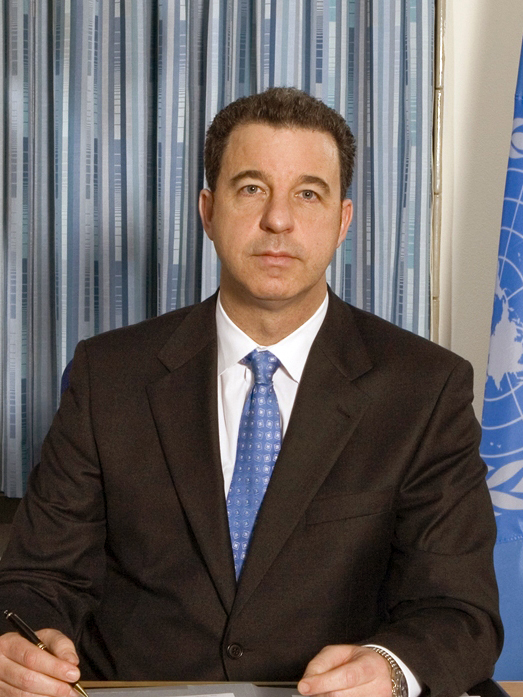
Serge Brammertz, procureur du TPIY.

Procureur adjoint à la Cour pénale internationale (CPI) depuis le 3 novembre 2003, il est nommé par Koffi Annan en janvier 2006 pour succéder à Detlev Mehlis à la tête de la commission d’enquête internationale sur l'assassinat de l'ancien premier ministre libanais Rafiq Hariri.
Le 14 juin 2007, il démissionne de ses fonctions au sein de la CPI, mais garde celles qu'il exerce au sein de la commission d’enquête internationale. Depuis le début de sa mission au Liban, il a remis cinq rapports au secrétaire général des Nations unies.
Le 1er janvier 2008, il succède à Carla Del Ponte en tant que procureur du Tribunal pénal international pour l'ex-Yougoslavie.
Le 29 février 2016, il est nommé procureur du Mécanisme pour les Tribunaux pénaux internationaux.

### Distinctions
- L'arrêté royal du 21 avril 2007 l'a promu grand officier de l’ordre de la Couronne[9].
- Le 20 octobre 2015, il obtient concession de noblesse héréditaire et du titre personnel de baron, accordée par le roi Philippe[1].

## Publications
- Avec Stefan De Vreese & Jef Thys, Collaboration policière transfrontalière : étude des modalités de la participation belge à des projets internationaux de collaboration policière de portée régionale, Politeia, Bruxelles, 1993 (OCLC 44760855)
- Grenzüberschreitende polizeiliche Zusammenarbeit am Beispiel der Euregio Maas-Rhein, Iuscrim, Fribourg-en-Brisgau, 1999 (OCLC 42760288)
- Avec Christian De Valkeneer & Adrien Masset, Poursuites pénales et extraterritorialité - Strafprocesrecht en extraterritorialiteit, La Charte/Die Keure, Bruxelles/Bruges, 2002 (OCLC 56839754)